# بيورن فرايبيرج
بيورن فرايبيرج (بالسويدية: Björn Friberg) هو لاعب كرة قدم سويدي، ولد في 2 يناير 1948. لعب مع نادي مالمو.

## وصلات خارجية
- بيورن فرايبيرج على موقع قاعدة بيانات كرة القدم.إي يو (الإنجليزية)
- بيورن فرايبيرج على موقع عالم كرة القدم.نت (الإنجليزية)